# Distrikt Lámud
Der Distrikt Lámud liegt in der Provinz Luya in der Region Amazonas im Norden von Peru. Der Distrikt hat eine Fläche von 72,2 km². Beim Zensus 2017 lag die Einwohnerzahl bei 2382. Sitz der Distrikt- und Provinzverwaltung ist die 2307 m hoch gelegene Kleinstadt Lámud mit 2128 Einwohnern (Stand 2017).
Das Dorffest in der Distrikthauptstadt Lámud feiert man am 14. September. Gefeiert wird der "Señor de Gualamita", welcher von der lokalen Bevölkerung sehr verehrt wird.

## Geographische Lage
Lámud befindet sich in den Hochanden. Im Norden grenzt der Distrikt Lámud an den Distrikt San Cristobal, im Nordosten an den Distrikt Valera, im Südosten mit dem Distrikt Huancas und dem Distrikt Luya und im Südwesten an den Distrikt Trita.